# Riddim Driven: Blindfold
Riddim Driven: Blindfold jest trzydziestą składanką z serii Riddim Driven.  Została wydana 2 lipca 2002 na CD i LP. Album zawiera piosenki nagrane na riddimie "Blindfold" stworzonym przez Lloyda "John John" Jamesa Jr.

## Lista
1. "Hunt Dem Food" - Capleton
2. "Regular" - Ward 21
3. "Tightness Supply" - Lady Saw
4. "Just Through Mi Love" - Sizzla
5. "The Flow" - Wayne Wonder feat. Surprize
6. "Rock On" - Tanto Metro & Devonte
7. "She Anuh Ready Gal" - Brigadeer, Spragga Benz
8. "Gal Company" - Ce'Cile
9. "Bark Fi Di Gal Dem" - Bling Dawg
10. "Fine Waist Line" - Round Head
11. "Mi Love Di Gal Dem" - Vybz Kartel
12. "Heavy Gal" - Lady Saw
13. "Yard Man Deh A Foreign" - Galaxy P
14. "Plant Good Weed" - Silver Cat
15. "Pump It Up" - Major Sample
16. "Skin Haffi Burn" - Nitty Kutchie